# Oleg Kechko
Oleg Kechko –en bielorruso, Олег Кечко– (Minsk, URSS, 28 de agosto de 1967) es un deportista bielorruso que compitió en halterofilia. Ganó una medalla de plata en el Campeonato Europeo de Halterofilia de 1993, en la categoría de 76 kg.

## Palmarés internacional
| Campeonato Europeo | Campeonato Europeo | Campeonato Europeo | Campeonato Europeo |
| Año                | Lugar              | Medalla            | Categoría          |
| ------------------ | ------------------ | ------------------ | ------------------ |
| 1993               | Sofía (Bulgaria)   | Medalla de plata   | 76 kg              |